# Usana

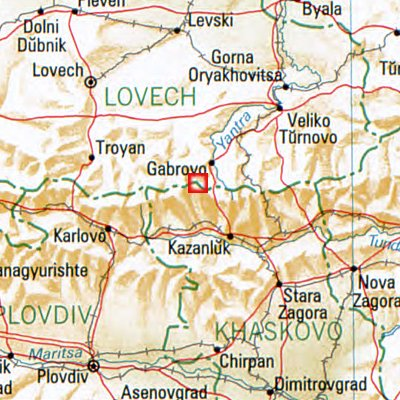
Usana – Bulgarien – Nachbarorte: Gabrowo, Kasanlak, Trojan, Karlowo, Plowdiw

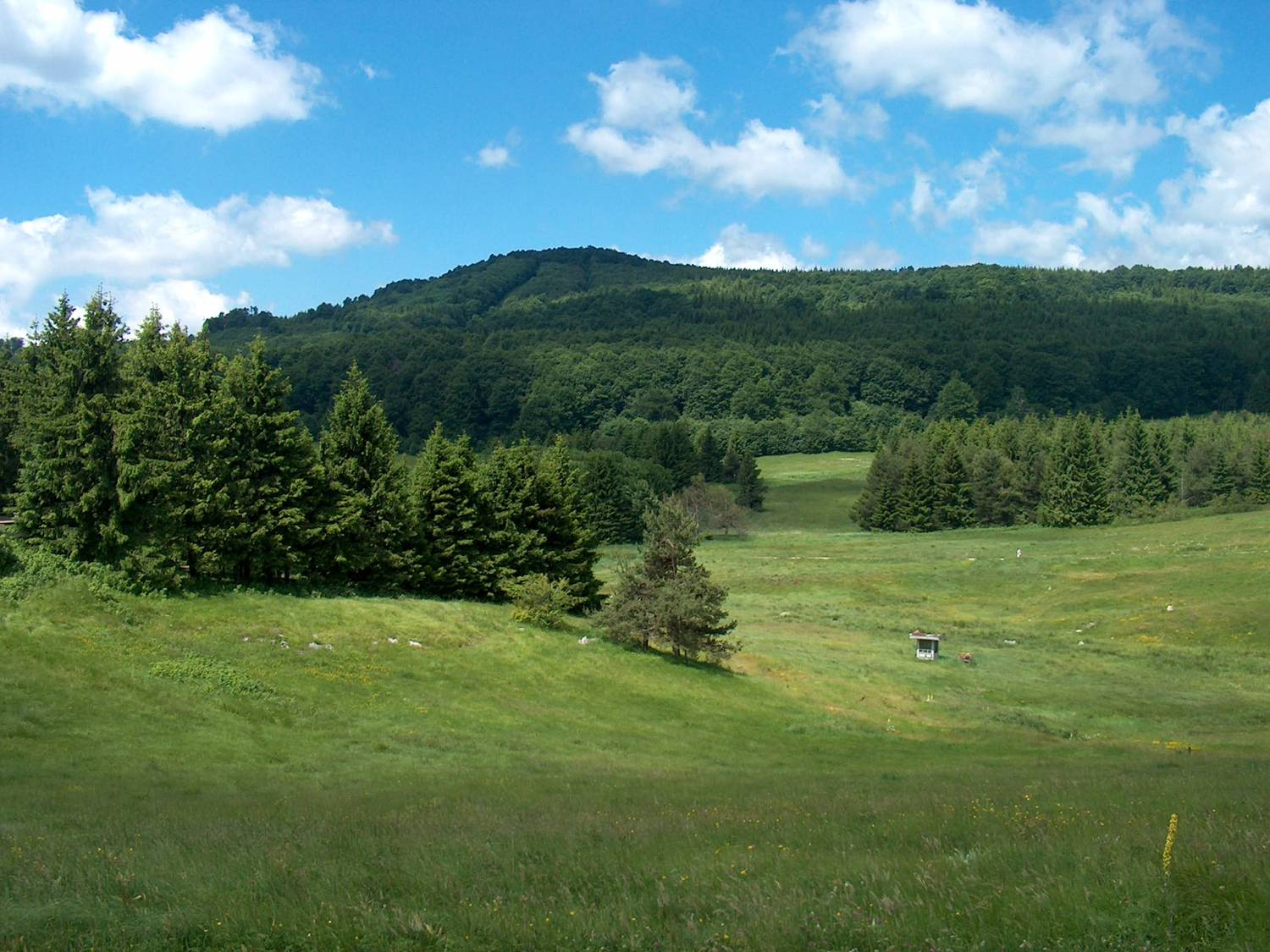
Wintersportort Usana

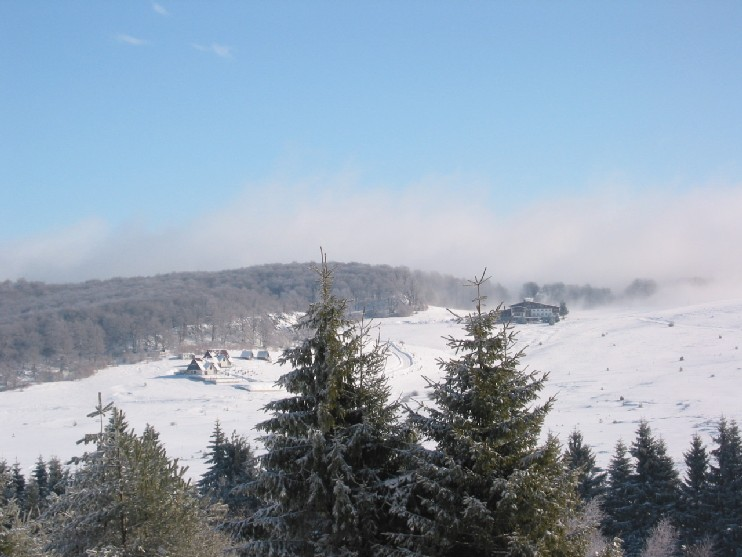
Usana und Hotel Edelweis

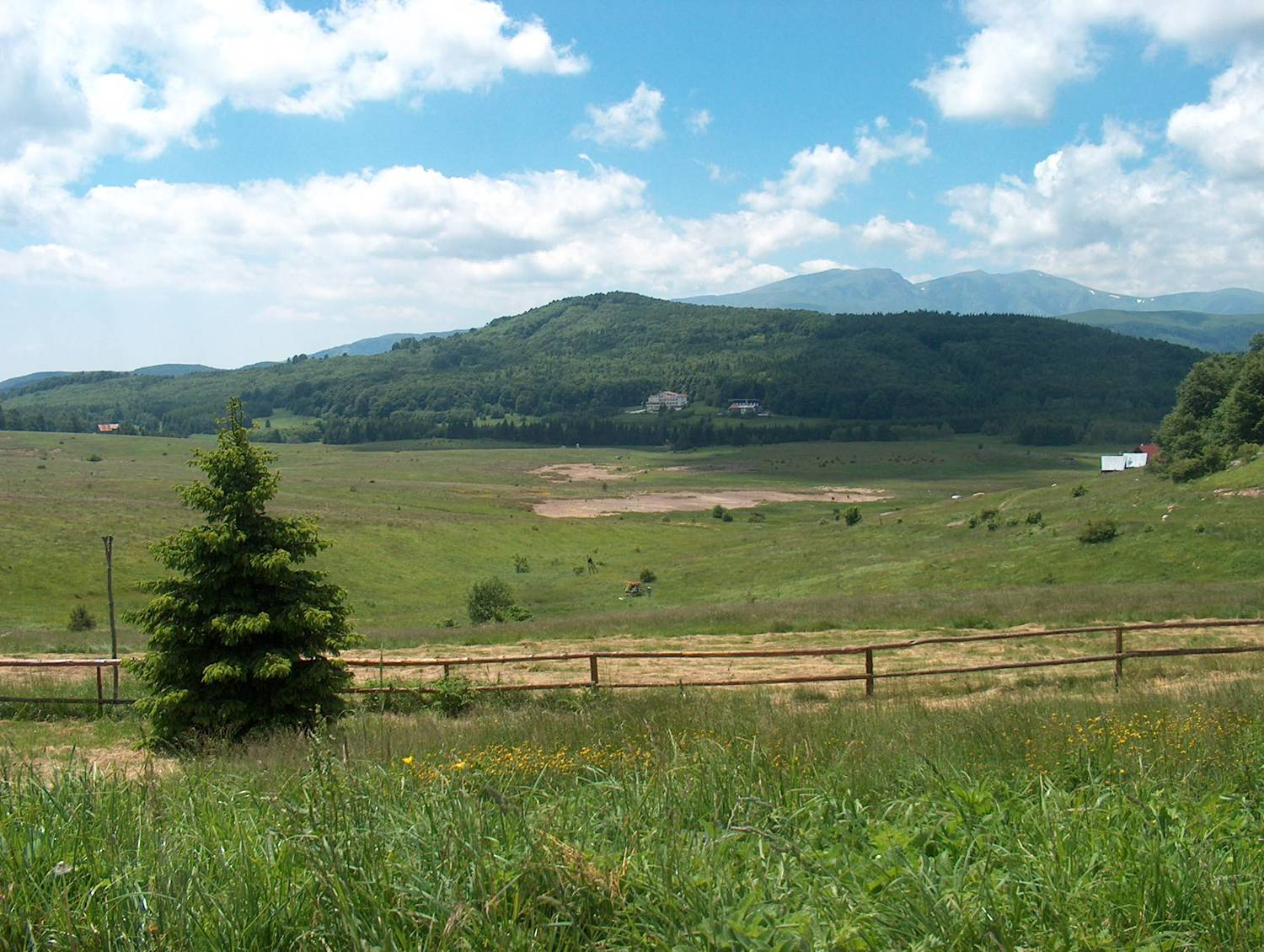
Usana – Hotel Prima S im Hintergrund, am Horizont das Triglaw-Massiv

Usana [oˈzanɐ], oder Uzana (bulgarisch Узана) ist eine Region und ein Ferienort in Zentralbulgarien. Hier befindet sich der geographische Mittelpunkt des Landes.

## Lage
Die Region liegt am Fuße des 1524 m hohen Ispolin-Gipfels im Nationalpark des zentralen Balkangebirges im Nationalpark Zentralbalkan. Die nächste größere Stadt ist das 22 km entfernte Gabrowo, es besteht eine gute Straßenanbindung und Busse verkehren regelmäßig.

## Tourismus
Usana ist auch ein Ferienort, vor allem für Wintersportort.  Er besteht aus sehr großen Wiesen, die von Wäldern umgeben sind. Der Wintersportort liegt auf einer Höhe von 1220 m bis 1350 m. Der höchste Punkt ist der Gipfel Markow stol (1352 m). Die längste Piste ist 1300 m lang.
Im Ferienort Usana gibt es 15 Hotels. Die jährliche Schneefallmenge ist 5,08 m. Die Umgebung ist für Kletterer und Höhlenforscher geeignet. Die Geschichte des Wintersportortes Usana begann 1937, als hier die Berghütte „Usana“ gebaut wurde.
Von Usana führen viele Wanderrouten in das Balkangebirge, einschließlich zum Denkmal am Schipkapass und zum Gipfel Busludscha (bulg. Бузлуджа, 1441 m).
Usana liegt am Fernwanderweg  Kom – Emine (bulg. Ком – Емине), der Teil des Europäischen Fernwanderweges E3 ist.
Unweit von Usana liegt das ethnografische Freilichtmuseum Etar (bulg. Етъра), das Kloster Sokolski (bulg. Соколският манастир) ist nur wenige Kilometer entfernt.